# Trösel
Trösel ist ein Ortsteil der Gemeinde Gorxheimertal im südhessischen Landkreis Bergstraße.

## Geographie
Trösel liegt im Odenwald ca. 15 km südöstlich von Heppenheim und 2,5 km östlich der Gemeindeverwaltung in Unter-Flockenbach am Grundelbach. Der Gundelbach entspringt südlich von Oberflockenbach und durchfließt die Ortsteile von Gorxheimertal, bevor er in Weinheim in die Weschnitz mündet. Das Gebiet des Ortsteils besteht aus der Gemarkung Trösel mit einer Fläche von 528 Hektar, davon sind 223 Hektar Wald. Die Gemarkung reicht im Süden hinter dem Daumberg (462 Meter) bis an die Landesgrenze zwischen Hessen und Baden-Württemberg. Die Ortslage befindet sich auf 216 bis 300 m ü. NHN und der höchste Punkt der Gemarkung ist mit 500 m Richtung Waldskopf im Nordosten der Gemarkung. In der Gemarkung liegt der Weiler Kundenbach.
An den Ortsteil Trösel grenzen, von Norden beginnend, im Uhrzeigersinn, die Birkenauer Ortsteile Buchklingen und Löhrbach, im Osten der Abtsteinacher Ortsteil Unter-Abtsteinach. Im Süden die Weinheimer Stadtteile Wünschmichelbach und Oberflockenbach. Im Westen Goxheimertal-Unter-Flockenbach. Durch den Ort verläuft die Landesstraße, die von Weinheim über Gorxheim kommend über Trösel weiter nach Unter-Abtsteinach verläuft. In der Ortslage zweigen die Kreisstraßen K 17 nach Süden zu den Weinheimer Stadtteilen Steinklingen ab.

## Geschichte

### Von den Anfängen bis zum 18. Jahrhundert
Trösel entstand im Gebiet der ehemaligen Mark Heppenheim, einem Verwaltungsbezirk des Frankenreichs. Am 20. Januar 773 schenkte Karl der Große den Ort Heppenheim nebst der ausgedehnten Mark Heppenheim, dem Reichskloster Lorsch. Von hier wurde die Urbarmachung und Besiedlung des Gebietes betrieben. Der Blütezeit des Klosters Lorsch, in dessen Gebiet Trösel lag, folgte im 11. und 12. Jahrhundert sein Niedergang. 1232 wurde das Kloster dem Erzbistum Mainz unterstellt. 1461 verpfändet Kurmainz infolge der Mainzer Stiftsfehde diese Besitzungen an die Kurpfalz. Diese wechselte 1556 zum protestantischen Glauben und hob 1564 das Kloster auf.
Die erste urkundliche Erwähnung des Ortes findet sich 1071 als Dresla im Lorscher Codex, einem Besitzverzeichnis der Abtei Lorsch, als König Ludwig der Bayer dem Kloster Altenmünster bei Lorsch den Besitz der Mühle zu Dresla bestätigte. Das Kloster Lorsch besaß zu dieser Zeit 8 Huben in Trösel.
1232 unterstellte Kaiser Friedrich II. die Reichsabtei Lorsch dem Erzbistum Mainz und seinem Bischof Siegfried III. von Eppstein zur Reform. Die Benediktiner widersetzten sich der angeordneten Reform und mussten deshalb die Abtei verlassen. Sie wurden durch Zisterzienser aus dem Kloster Eberbach und diese 1248 durch Prämonstratenser aus dem Kloster Allerheiligen ersetzt. Von diesem Zeitpunkt an wurde das Kloster als Propstei weitergeführt.
1267 wird erstmals ein Burggraf auf der Starkenburg (über Heppenheim) genannt, der auch das „Amt Starkenburg“, zu dem Trösel zählte, verwaltete. Die „Vormünder“ des Erzstifts Mainz verkauften 1347 das Dorf an den Ritter Anselm von Hemsbach. Wie lange es in dessen Besitz war, ist nicht belegt.
Im Verlauf der für Kurmainz verhängnisvollen Mainzer Stiftsfehde wurde das Amt Starkenburg an Kurpfalz wiedereinlöslich verpfändet und blieb anschließend für 160 Jahre pfälzisch. Pfalzgraf Friedrich ließ sich für seine Unterstützung von Erzbischof Dieter – im durch die Kurfürsten am 19. November 1461 geschlossenen „Weinheimer Bund“ – das „Amt Starkenburg“ verpfänden, wobei Kurmainz das Recht erhielt, das Pfand für 100.000 Pfund wieder einzulösen.
Aus dem Jahr 1480 wird berichtet, dass das Dorf jährlich 19 Pfund und 10 Schillinge an die Kellerei zu Heppenheim abzuführen hatte, ebenso 16 fl. vom „kleinen Zehnten“.
In den Anfängen der Reformation sympathisierten die pfälzischen Herrscher offen mit dem lutherischen Glauben, aber erst unter Ottheinrich (Kurfürst von 1556 bis 1559) erfolgte der offizielle Übergang zur lutherischen Lehre. Danach wechselten seine Nachfolger und gezwungenermaßen auch die Bevölkerung mehrfach zwischen der lutherischen, reformierten und calvinistischen Religion. Als Folge der Reformation hob die Kurpfalz 1564 das Kloster Lorsch auf. Die bestehenden Rechte wie Zehnten, Grundzinsen, Gülten und Gefälle des Klosters wurden fortan durch die „Oberschaffnerei Lorsch“ wahrgenommen und verwaltet.
Als Gericht und untergeordnete Verwaltungseinheit entwickelte sich die Zent Abtsteinach, deren älteste erhalten gebliebene Beschreibung aus dem Jahr 1590 stammt und in der Trösel bereits erwähnt wurde.
Im Laufe des Dreißigjährigen Krieges (1618–1648) eroberten spanische Truppen der „Katholischen Liga“ die Region und stellten damit 1623 die Kurmainzer Herrschaft wieder her. Dadurch wurde die durch die Pfalzgrafen eingeführte Reformation weitgehend wieder rückgängig gemacht und die Bevölkerung musste wieder zum katholischen Glauben zurückkehren. Zwar zogen sich die spanischen Truppen nach 10 Jahren vor den anrückenden Schweden zurück, aber nach der katastrophalen Niederlage der Evangelischen in der Nördlingen 1634 verließen auch die Schweden die Bergstraße und mit dem Schwedisch-Französischen Krieg begann ab 1635 das blutigste Kapitel des Dreißigjährigen Krieges. Aus der Region berichten die Chronisten aus jener Zeit: „Pest und Hunger wüten im Land und dezimieren die Bevölkerung, sodass die Dörfer öfters völlig leer stehen“. Mit dem Westfälischen Frieden von 1648 wurde die Einlösung der Pfandschaft endgültig festgeschrieben.
1658 ließ der Mainzer Erzbischof Johann Philipp von Schönborn in Ober-Abtsteinach eine dem heiligen Bonifatius geweihte Kirche errichten, zu deren Pfarrei 23 Orte gehörten und die die einzige Kirche der gesamten Zent Abtsteinach war und zum „Bergsträßer Landkapitel“ zählte.
Aus dem Jahr 1654 ist der Nachweis erhalten, dass alle „Centmänner“ Leibeigene von Kurmainz waren. Außerdem ist überliefert, dass Trösel aus 16 Huben bestand und dass die Orte Trösel und Löhrbach bezüglich der „Niederen Gerichtsbarkeit“ ein gemeinsames „Ganzes Gericht“ unterhielten. Vom Zehnten fielen in diesem Jahr 2⁄3 an die Kellerei zu Heppenheim und 1⁄3 an das Domkapitel zu Mainz; den „kleinen Zehnten“ erhielt der Pfarrer von Weinheim.
Als es 1782 zu einer Umstrukturierung im Bereich des Kurmainzer Amtes Starkenburg kam, wurde der Bereich des Amtes in die vier untergeordneten Amtsvogteien Heppenheim, Bensheim, Lorsch und Fürth aufgeteilt und das Amt in Oberamt umbenannt. Die Zente Fürth, Mörlenbach und Abtsteinach, wo Trösel lag, wurden der Amtsvogtei Fürth unterstellt und mussten ihre Befugnisse weitgehend abgeben. Zwar blieb die Zentordnung mit dem Zentschultheißen formal bestehen, dieser konnte jedoch nur noch die Anordnungen der übergeordneten Behörden (Oberamt Starkenburg, Unteramt Fürth) ausführen. Das „Oberamt Starkenburg“ gehörte verwaltungsmäßig zum „Unteren Erzstift“ des Kurfürstentums Mainz.

### Vom 19. Jahrhundert bis heute

#### Trösel wird hessisch
Das ausgehende 18. und beginnende 19. Jahrhundert brachte Europa weitreichende Änderungen. Als Folge der Napoleonischen Kriege wurde bereits 1797 das „Linke Rheinufer“ und damit der linksrheinische Teil von Kurmainz durch Frankreich annektiert. In seiner letzten Sitzung verabschiedete im Februar 1803 der Immerwährende Reichstag in Regensburg den Reichsdeputationshauptschluss, der die Bestimmungen des Friedens von Luneville umsetzte, und die territorialen Verhältnisse im Heiligen Römischen Reich (Deutscher Nation) neu regelte. Dabei erhielt die Landgrafschaft Hessen-Darmstadt, als Ausgleich für verlorene linksrheinische Gebiete, unter anderem rechts des Rheins gelegene Teile der aufgelösten Fürstentümer Kurmainz, Kurpfalz und des Worms zugesprochen. Auch das Oberamt Starkenburg und mit ihm Trösel kam an Hessen-Darmstadt. Dort wurde die „Amtsvogtei Fürth“ vorerst als hessisches Amt weitergeführt, während das Oberamt Starkenburg 1805 aufgelöst wurde. Die übergeordnete Verwaltungsbehörde war der Regierungsbezirk Darmstadt, der ab 1803 auch als „Fürstentum Starkenburg“ bezeichnet wurde.
In der Landgrafschaft Hessen-Darmstadt wurde mit Ausführungsverordnung vom 9. Dezember 1803 das Gerichtswesen neu organisiert. Für das Fürstentum Starkenburg wurde das „Hofgericht Darmstadt“ als Gericht der zweiten Instanz eingerichtet. Die Rechtsprechung der ersten Instanz wurde durch die Ämter bzw. Standesherren vorgenommen. Das Hofgericht war für normale bürgerliche Streitsachen Gericht der zweiten Instanz, für standesherrliche Familienrechtssachen und Kriminalfälle die erste Instanz. Übergeordnet war das Oberappellationsgericht Darmstadt. Damit hatten die Zente und die mit ihnen verbundenen Zentgerichte endgültig ihre Funktionen eingebüßt.
Unter Druck Napoléons gründete sich 1806 der Rheinbund; dies geschah mit dem gleichzeitigen Reichsaustritt der Mitgliedsterritorien. Dies führte am 6. August 1806 zur Niederlegung der Reichskrone, womit das alte Reich aufhörte zu bestehen. Am 14. August 1806 erhob Napoleon die Landgrafschaft Hessen-Darmstadt, gegen deren Beitritt zum Rheinbund und Stellung hoher Militärkontingente an Frankreich, zum Großherzogtum, andernfalls drohte er mit Invasion.
Konrad Dahl berichtet 1812 in seiner Historisch-topographisch-statistische Beschreibung des Fürstenthums Lorsch, oder Kirchengeschichte des Oberrheingaues über Trösel als Ort der „Zent Abtsteinach“:

„Trössel (Dresla 1071) ein Dorf mit 15 Höfen (24 Häusern) 2 Mahlmühlen und einer Schneidmühle an der Grundelbach mit 197 Selen. Der Ort hat einen gemeinen Wald, und ist von Absteinach nur ½ Stunde entfernt.“

1812 wurde das ehemals pfälzische Oberamt Lindenfels aufgelöst und das bereits als Zentort bestehende Wald-Michelbach erhielt eine eigene Amtsvogtei; deren Amtsbereich wurde auch Trösel zugewiesen.
Nach der endgültigen Niederlage Napoléons regelte der Wiener Kongress 1814/15 auch die territorialen Verhältnisse für Hessen. Daraufhin wurden 1816 im Großherzogtum Provinzen gebildet. Dabei wurde das vorher als „Fürstentum Starkenburg“ bezeichnete Gebiet, das aus den südlich des Mains gelegenen alten hessischen und den ab 1803 hinzugekommenen rechtsrheinischen Territorien bestand, in „Provinz Starkenburg“ umbenannt.
Im Jahr 1814 wurde die Leibeigenschaft im Großherzogtum aufgehoben.
Mit der am 17. Dezember 1820 eingeführten Verfassung des Großherzogtums Hessen wurde das Land eine konstitutionelle Monarchie, in der der Großherzog aber noch große Machtbefugnisse hatte. Die noch bestehenden standesherrlichen Rechte wie Niedere Gerichtsbarkeit, Zehnten, Grundzinsen und andere Gefälle blieben noch bis 1848 bestehen.

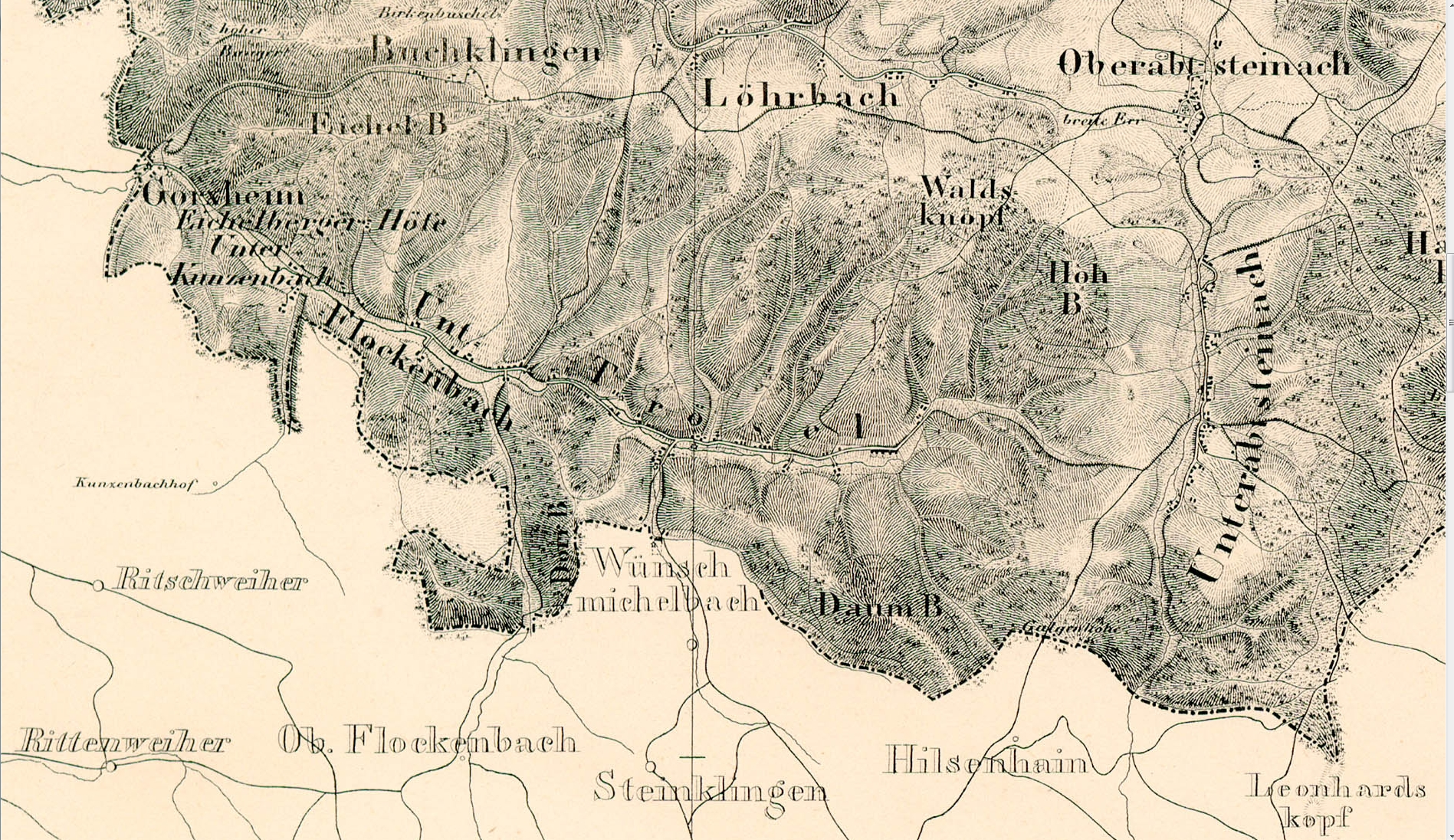
Historische Karte des Großherzogtums Hessen von 1832 bis 1850. Im Maßstab 1:50.000. Blatt 30: Hirschhorn. Kartenausschnitt Gorxheim, Unter-Flockenbach und Trösel mit den historischen Weilern Eichenberger Höfe und Kunzenbach

1821 wurden im Rahmen einer umfassenden Verwaltungsreform die Amtsvogteien in den Provinzen Starkenburg und Oberhessen des Großherzogtums aufgelöst und Landratsbezirke eingeführt, wobei Trösel zum Landratsbezirk Lindenfels kam. Im Rahmen dieser Reform wurden auch Landgerichte geschaffen, die unabhängig von der Verwaltung waren. Deren Gerichtsbezirke entsprachen in ihrem Umfang den Landratsbezirken. Für den Landratsbezirk Lindenfels war das Landgericht Fürth als Gericht erster Instanz zuständig. Diese Reform ordnete auch die Verwaltung auf Gemeindeebene neu. So war die Bürgermeisterei in Oberabtsteinach für Trösel und die Orte Buchklingen, Eichelberg (heute Eichelberger Höfe in der Gemarkung Unter-Flockenbach), Flockenbach (heute Unter-Flockenbach), Gorxheim, Kunzenbach (heute eine Siedlung in der Gemarkung Gorxheim), Löhrbach und Unterabtsteinach zuständig. Entsprechend der Gemeindeverordnung vom 30. Juni 1821 gab es keine Einsetzungen von Schultheißen mehr, sondern einen gewählten Ortsvorstand, der sich aus Bürgermeister, Beigeordneten und Gemeinderat zusammensetzte.
Die Statistisch-topographisch-historische Beschreibung des Großherzogthums Hessen berichtet 1829 über Trösel:

„Trösel (L. Bez. Lindenfels) kath. Filialdorf; liegt 3 3⁄4 St. von Lindenfels und hat 41 Häuser und 299 kath. Einw. Man findet 3 Mahl-, 2 Schneide- und 1 Oelmühle. Im Jahr 1071 kommt der Ort unter dem Namen Tresla vor. Er war mainzisch und kam 1802 an Hessen.“

1832 wurden die Verwaltungseinheiten weiter vergrößert und es wurden Kreise geschaffen. Nach der am 20. August 1832 bekanntgegebenen Neugliederung sollte es in Süd-Starkenburg künftig nur noch die Kreise Bensheim und Lindenfels geben; der Landratsbezirk von Heppenheim sollte in den Kreis Bensheim fallen. Noch vor dem Inkrafttreten der Verordnung zum 15. Oktober 1832 wurde diese aber dahingehend revidiert, dass statt des Kreises Lindenfels neben dem Kreis Bensheim der Kreis Heppenheim als zweiter Kreis gebildet wurde, zu dem jetzt Trösel gehörte. 1842 wurde das Steuersystem im Großherzogtum reformiert und der Zehnte und die Grundrenten (Einnahmen aus Grundbesitz) wurden durch ein Steuersystem ersetzt, wie es in den Grundzügen heute noch existiert.
Im Neuestes und gründlichstes alphabetisches Lexicon der sämmtlichen Ortschaften der deutschen Bundesstaaten von 1845 finden sich folgender Eintrag:

„Trösel b. Lindenfels. – Kathol. Filialdorf von Abt-Steinach. 41 H. 299 kathol. E. – Großherzogth. Hessen. – Provinz Starkenburg. – Kreis Heppenheim. –  Landgericht Fürth. – Hofgericht Darmstadt. – Das Dorf Trösel, welches früher mainzisch gewesen und im J. 1802 an Hessen übergegangen ist, hat 3 Mahl-, 2 Schneide- und 1 Oelmühle.“

Infolge der Märzrevolution 1848 wurden mit dem „Gesetz über die Verhältnisse der Standesherren und adeligen Gerichtsherren“ vom 15. April 1848 die standesherrlichen Sonderrechte endgültig aufgehoben. Darüber hinaus wurden in den Provinzen, die Kreise und die Landratsbezirke des Großherzogtums am 31. Juli 1848 abgeschafft und durch „Regierungsbezirke“ ersetzt, wobei die bisherigen Kreise Bensheim und Heppenheim zum Regierungsbezirk Heppenheim vereinigt wurden. Bereits vier Jahre später, im Laufe der Reaktionsära, kehrte man aber zur Einteilung in Kreise zurück und Trösel wurde Teil des neu geschaffenen Kreises Lindenfels.
Die im Dezember 1852 aufgenommenen Bevölkerungs- und Katasterlisten ergaben für Trösel: Katholisches Filialdorf mit 361 Einwohnern.
Die Gemarkung besteht aus 2114 Morgen, davon 983 Morgen Ackerland, 245 Morgen Wiesen und 868 Morgen Wald.
In den Statistiken des Großherzogtums Hessen werden, bezogen auf Dezember 1867, für das Filialdorf Trösel eigener Bürgermeisterei, 45 Häuser, 402 Einwohnern, der Kreis Lindenfels, das Landgericht Wald-Michelbach, die evangelische Pfarrei Birkenau mit dem Dekanat in Lindenfels und die katholische Pfarrei Ober-Abtsteinach des Dekanats Heppenheim, angegeben.
1874 wurde eine Anzahl von Verwaltungsreformen beschlossen. So wurden die landesständige Geschäftsordnung sowie die Verwaltung der Kreise und Provinzen durch Kreis- und Provinzialtage geregelt. Die Neuregelung trat am 12. Juli 1874 in Kraft und verfügte auch die Auflösung der Kreise Lindenfels und Wimpfen und die Wiedereingliederung Trösels in den Kreis Heppenheim.

#### Zeit der Weltkriege
Im Jahr 1927 wurde Gemarkungsgröße mit 528.4 ha angegeben.
Die hessischen Provinzen Starkenburg, Rheinhessen und Oberhessen wurden 1937 nach der 1936 erfolgten Auflösung der Provinzial- und Kreistage aufgehoben. Zum 1. November 1938 trat dann eine umfassende Gebietsreform auf Kreisebene in Kraft. In der ehemaligen Provinz Starkenburg war der Kreis Bensheim besonders betroffen, da er aufgelöst und zum größten Teil dem Kreis Heppenheim zugeschlagen wurde. Der Kreis Heppenheim übernahm auch die Rechtsnachfolge des Kreises Bensheim und erhielt den neuen Namen Landkreis Bergstraße.

#### Nachkriegszeit und Gegenwart
Wie die Einwohnerzahlen von 1939 bis 1950 zeigen, hatte auch Trösel nach dem Krieg Flüchtlinge und Vertriebene aus den ehemaligen deutschen Ostgebieten zu verkraften.
Im Jahr 1961 wurde die Gemarkungsgröße mit 528 ha angegeben, davon waren 223 ha Wald.
Zum 31. Dezember 1970 erfolgte im Zuge der Gebietsreform in Hessen der freiwillige Zusammenschluss von Unter-Flockenbach und Gorxheim zur Gemeinde Grundelbachtal. Zum 31. Dezember 1971 erfolgte dann die Gründung der Gemeinde Gorxheimertal aus Grundbachtal und der Gemeinde Trösel mit den Ortsteilen Gorxheim, Unter-Flockenbach und Trösel. Ortsbezirke nach der Hessischen Gemeindeordnung wurden nicht eingerichtet. Der erste Bürgermeister war Adam Flößer.  Das Gemeindewappen der ehemaligen Gemeinde Trösel wurde auf die Gemeinde Gorxheimertal übertragen.
1977 erfolgte die Einweihung des kommunalen Kindergartens in Trösel, und 1989 wurde die Hauptschule Trösel infolge eines Kreistagsbeschlusses geschlossen.

### Gerichtszugehörigkeit in Hessen
In der Landgrafschaft Hessen-Darmstadt wurde mit Ausführungsverordnung vom 9. Dezember 1803 das Gerichtswesen neu organisiert. Für das Fürstentum Starkenburg wurde das Hofgericht Darmstadt als Gericht der zweiten Instanz eingerichtet. Die Rechtsprechung der ersten Instanz wurde weiter durch Ämter, Standesherren und Patrimonialgerichte wahrgenommen. Für Trösel war das Amt Fürth zuständig, ab 1813 dann das neu gebildete Justizamt in Fürth. Das Hofgericht war für normale bürgerliche Streitsachen Gericht der zweiten Instanz, für standesherrliche Familienrechtssachen und Kriminalfälle die erste Instanz. Übergeordnet war das Oberappellationsgericht Darmstadt.
Mit Einrichtung der Landgerichte im Großherzogtum Hessen war ab 1821 das Landgericht Fürth als Gericht erster Instanz für Trösel zuständig. 1853 wurde aus dessen Gerichtsbezirk ein neuer Landgerichtsbezirk ausgegliedert, das Landgericht Waldmichelbach, zu dem nun auch Trösel gehörte.
Anlässlich der Einführung des Gerichtsverfassungsgesetzes mit Wirkung vom 1. Oktober 1879, infolge derer die bisherigen großherzoglich hessischen Landgerichte durch Amtsgerichte an gleicher Stelle ersetzt wurden, während die neu geschaffenen Landgerichte nun als Obergerichte fungierten, wurde das Amtsgericht Wald-Michelbach im Bezirk des Landgerichts Darmstadt zuständig.
1943 wurde der Amtsgerichtsbezirk Wald-Michelbach kriegsbedingt vorübergehend aufgelöst, dem Amtsgericht Fürth zugeordnet und von dort als Zweigstelle geführt. Dies wurde nach dem Krieg wieder rückgängig gemacht. Zum 1. Juli 1968 wurde dann das Amtsgericht Wald-Michelbach aufgelöst, womit Trösel wieder und endgültig in die Zuständigkeit des Amtsgerichts Fürth kam.

### Verwaltungsgeschichte im Überblick
Die folgende Liste zeigt die Staaten und Verwaltungseinheiten, denen Trösel angehört(e):
- vor 1782: Heiliges Römisches Reich, Kurfürstentum Mainz, Amt Starkenburg (1461–1650 an Kurpfalz verpfändet), Zent Abtsteinach
- ab 1782: Heiliges Römisches Reich, Kurfürstentum Mainz, Unteres Erzstift, Oberamt Starkenburg, Amtsvogtei Fürth
- ab 1803: Heiliges Römisches Reich, Landgrafschaft Hessen-Darmstadt,[Anm. 2] Fürstentum Starkenburg, Amt Fürth
- ab 1806: Großherzogtum Hessen,[Anm. 3] Fürstentum Starkenburg, Amt Fürth[28]
- ab 1812: Großherzogtum Hessen, Fürstentum Starkenburg, Amt Waldmichelbach
- ab 1815: Großherzogtum Hessen, Provinz Starkenburg, Amt Waldmichelbach
- ab 1821: Großherzogtum Hessen, Provinz Starkenburg, Landratsbezirk Lindenfels[Anm. 4]
- ab 1832: Großherzogtum Hessen, Provinz Starkenburg, Kreis Heppenheim
- ab 1848: Großherzogtum Hessen, Regierungsbezirk Heppenheim
- ab 1852: Großherzogtum Hessen, Provinz Starkenburg, Kreis Lindenfels
- ab 1871: Deutsches Reich, Großherzogtum Hessen, Provinz Starkenburg, Kreis Lindenfels
- Ab 1874: Großherzogtum Hessen, Provinz Starkenburg, Kreis Heppenheim
- ab 1918: Deutsches Reich, Volksstaat Hessen,[Anm. 5] Provinz Starkenburg, Kreis Heppenheim
- ab 1938: Deutsches Reich, Volksstaat Hessen, Landkreis Bergstraße[29][Anm. 6]
- ab 1945: Deutsches Reich, Amerikanische Besatzungszone,[Anm. 7] Groß-Hessen, Regierungsbezirk Darmstadt, Landkreis Bergstraße
- ab 1946: Deutsches Reich, Amerikanische Besatzungszone, Hessen, Regierungsbezirk Darmstadt, Landkreis Bergstraße
- ab 1949: Bundesrepublik Deutschland, Hessen, Regierungsbezirk Darmstadt, Landkreis Bergstraße
- ab 1972: Bundesrepublik Deutschland, Hessen, Regierungsbezirk Darmstadt, Landkreis Bergstraße, Gemeinde Gorxheimertal

## Bevölkerung

### Einwohnerentwicklung
- 1806: 208 Einwohner, 23 Häuser[28]
- 1812: 197 Seelen, 15 Höfen mit 24 Häusern[7]
- 1829: 299 Einwohner, 41 Häuser[10]
- 1867: 402 Einwohner, 45 Häuser[16]

| Trösel: Einwohnerzahlen von 1806 bis 2011 | Trösel: Einwohnerzahlen von 1806 bis 2011 | Trösel: Einwohnerzahlen von 1806 bis 2011 | Trösel: Einwohnerzahlen von 1806 bis 2011 | Trösel: Einwohnerzahlen von 1806 bis 2011 |
| --- | ----------------------------------------- | ----------------------------------------- | ----------------------------------------- | ----------------------------------------- |
| Jahr |                                           |                                           |                                           | Einwohner                                 |
| 1806 | 1806                                      |                                           | 208                                       | 208                                       |
| 1812 | 1812                                      |                                           | 197                                       | 197                                       |
| 1829 | 1829                                      |                                           | 299                                       | 299                                       |
| 1834 | 1834                                      |                                           | 324                                       | 324                                       |
| 1840 | 1840                                      |                                           | 354                                       | 354                                       |
| 1846 | 1846                                      |                                           | 372                                       | 372                                       |
| 1852 | 1852                                      |                                           | 375                                       | 375                                       |
| 1858 | 1858                                      |                                           | 380                                       | 380                                       |
| 1864 | 1864                                      |                                           | 413                                       | 413                                       |
| 1871 | 1871                                      |                                           | 405                                       | 405                                       |
| 1875 | 1875                                      |                                           | 413                                       | 413                                       |
| 1885 | 1885                                      |                                           | 420                                       | 420                                       |
| 1895 | 1895                                      |                                           | 443                                       | 443                                       |
| 1905 | 1905                                      |                                           | 519                                       | 519                                       |
| 1910 | 1910                                      |                                           | 582                                       | 582                                       |
| 1925 | 1925                                      |                                           | 676                                       | 676                                       |
| 1939 | 1939                                      |                                           | 778                                       | 778                                       |
| 1946 | 1946                                      |                                           | 896                                       | 896                                       |
| 1950 | 1950                                      |                                           | 937                                       | 937                                       |
| 1956 | 1956                                      |                                           | 975                                       | 975                                       |
| 1961 | 1961                                      |                                           | 1.071                                     | 1.071                                     |
| 1967 | 1967                                      |                                           | 1.273                                     | 1.273                                     |
| 1970 | 1970                                      |                                           | 1.335                                     | 1.335                                     |
| 1980 | 1980                                      |                                           | ?                                         | ?                                         |
| 1990 | 1990                                      |                                           | ?                                         | ?                                         |
| 2000 | 2000                                      |                                           | ?                                         | ?                                         |
| 2011 | 2011                                      |                                           | 1.638                                     | 1.638                                     |
| Datenquelle: Historisches Gemeindeverzeichnis für Hessen: Die Bevölkerung der Gemeinden 1834 bis 1967. Wiesbaden: Hessisches Statistisches Landesamt, 1968. Weitere Quellen: ; Zensus 2011 |                                           |                                           |                                           |                                           |

### Historische Religionszugehörigkeit
- 1829: 299 katholische (= 100 %) Einwohner[10]
- 1961: 88 evangelische (= 8,22 %), 976 katholische (= 91,13 %) Einwohner[2]

## Wappen
Blasonierung: „In Rot über einem aus gewelltem silbernen Schildfuß, von zwei blauen Streifen durchwirkt, aufsteigenden Mühlrad ein silbernes Spitznagelkreuz.“
Das Wappen wurde der damaligen Gemeinde am 25. Mai 1971 durch den Hessischen Innenminister genehmigt. Gestaltet wurde es durch den Bad Nauheimer Heraldiker Heinz Ritt.
Das Spitznagelkreuz zeigt die frühere Zugehörigkeit des Ortes zum Kloster Lorsch, Mühlrad und Wellenfuß symbolisieren das örtliche Mühlenwesen am Grundelbach.
Nach dem Gemeindezusammenschluss wurde das Wappen der ehemaligen Gemeinde Trösel zum Gemeindewappen von Gorxheimertal.

## Verkehr
Für den Straßenverkehr ist Trösel durch die Landesstraße L 3257 erschlossen, die in West-Ost-Richtung von Weinheim kommend, alle Ortsteile von Gorxheimertal verbindet und über einen etwa 415 Meter hohen Bergsattel weiter nach Unter-Abtsteinach führt.